# Sky México

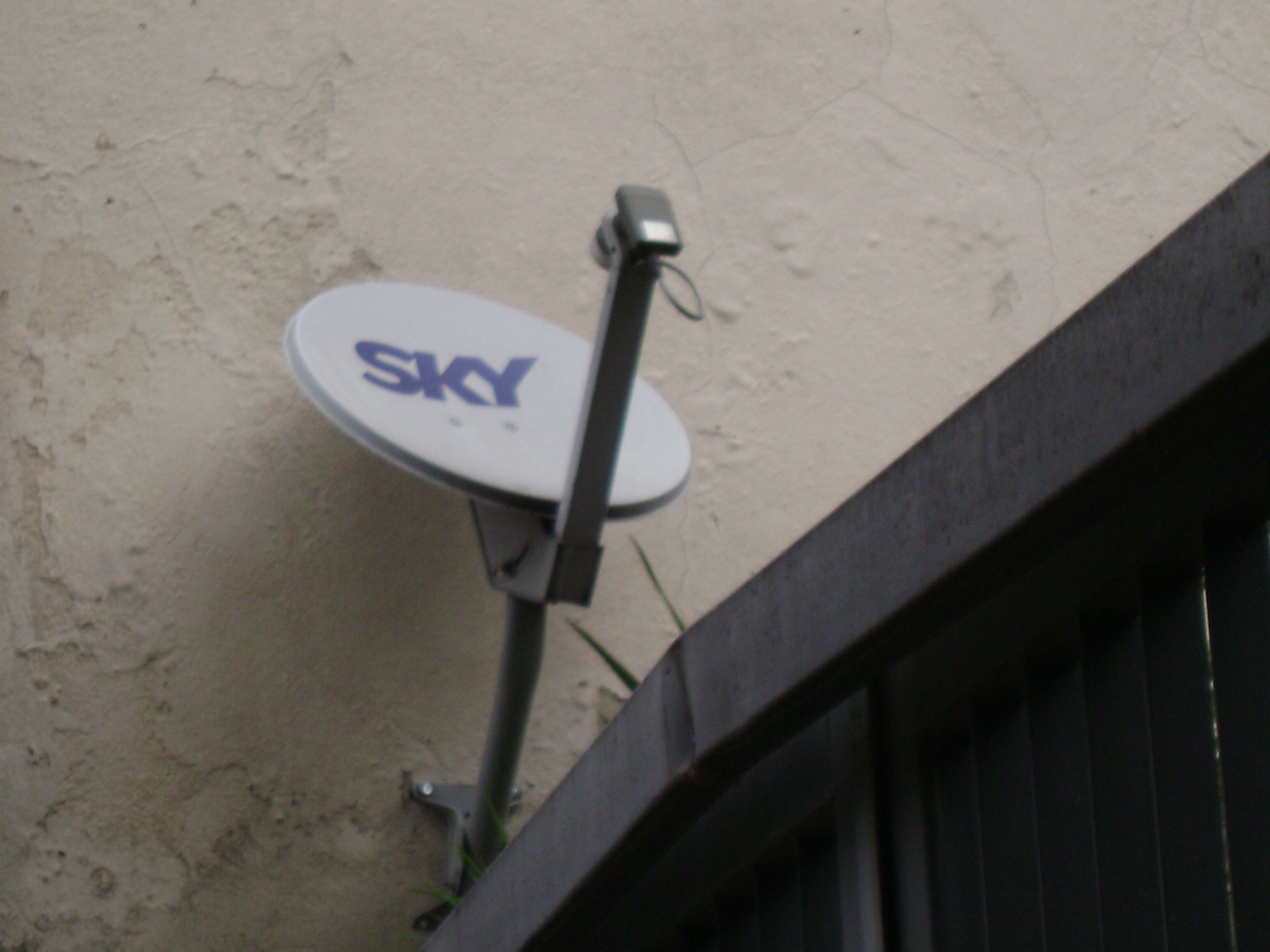

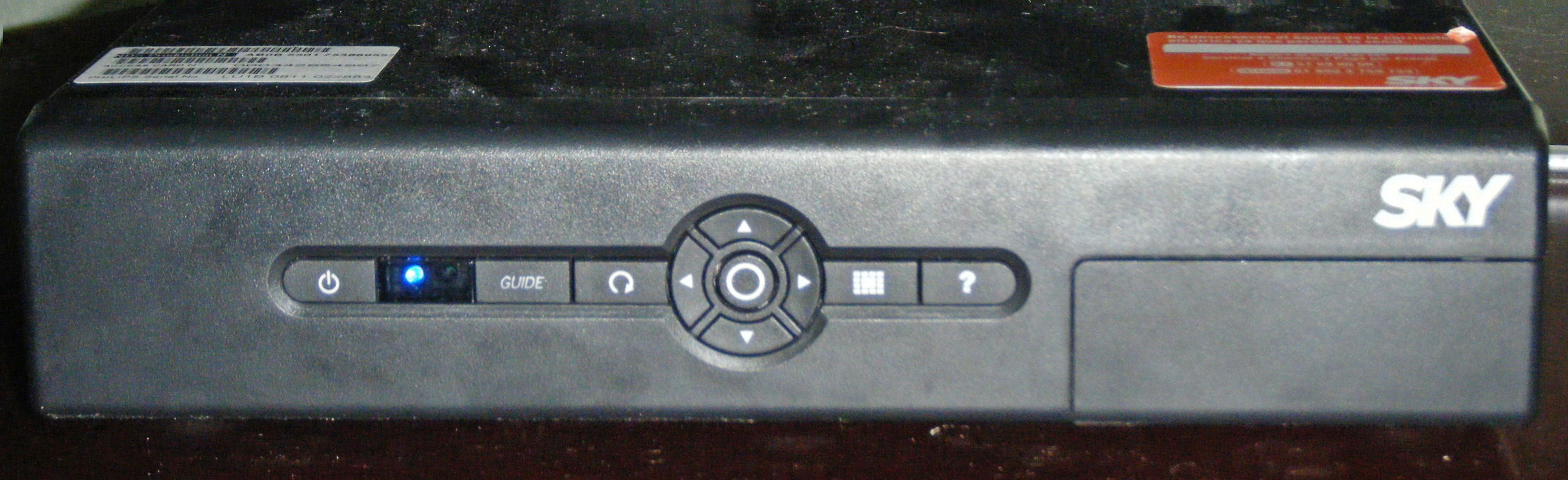

Sky México è una piattaforma televisiva satellitare commerciale destinata al mercato televisivo del Messico, dell'America Centrale e della Repubblica Dominicana fornita a pagamento da Sky México nata il 25 luglio 1996.
Nel 2009 aveva 1 900 000 abbonati.
La società è controllata al 58.7% da Televisa e al 41.3% da DirecTV (di cui fa parte News Corp).
SKY Mèxico ha 39 canali in HD.